# 中洲 (臺南市仁德區)
中洲，是臺灣臺南市仁德區的一個傳統地域名稱，位於該區東南端。相較於今日行政區，其範圍大致為中洲里南半部。

## 歷史
台灣日治初期，中洲地區為一（舊制）街庄，稱為「中洲庄」，隸屬於依仁里。昔日該庄西北與二橋庄為鄰，北與港墘庄、刣豬厝庄為鄰，東與大潭庄為鄰，南邊及西南邊隔二層行溪（今二仁溪）與營後庄、大湖庄、海埔庄為界。
1901年（日治明治三十四年）11月，全台設置二十廳，該庄隸屬於臺南廳。1903年（明治三十六年）6月，該庄編入「文依區」，隸屬於臺南廳。1909年（明治四十二年）10月，合併二十廳為十二廳，文依區仍隸屬於臺南廳。1920年（大正九年），廢十二廳改設五州二廳，該庄改制為「中洲」大字，隸屬於臺南州新豐郡仁德庄（新制街庄）。
戰後仁德庄改制為仁德鄉，隸屬於臺南縣，大字亦改制為村。1950年雲、嘉、南分治，仁德鄉仍隸屬於臺南縣。2010年12月25日，因臺南縣市合併為直轄市臺南市，仁德鄉改制為仁德區，村亦改制為里。

## 聚落
本地區發展較早的聚落為中洲，在日治期初期的官方地圖上已有記載。

## 交通
台鐵縱貫線是台灣西部南北鐵路幹線，經過本地區中洲聚落，並設有中洲車站。沙崙線為接駁縱貫線與高鐵台南站旁台鐵沙崙車站的支線，以中洲車站為起點。該站屬二等站，僅停靠區間車；由此可前往台鐵沿線各站。
國道1號又稱「中山高速公路」，是貫穿台灣西部的兩條縱向高速公路之一，經過本地區東部邊界地帶。最近的交流道在北側是省道台86線（東西向快速公路－台南關廟線）交會處的仁德系統交流道（省道台86線在本地區東北方刣豬厝地區的高鐵台南站附近設有交流道）；在南側是省道台28線交會處的路竹交流道。由此等可快速前往國道1號沿線各地。國道1號仁德服務區位於本地區境內。
區道南352線（舊南160線）是十三甲至龜洞的道路。